# أحمد جاويد باشا ترخت
أحمد جاويد باشا ترخت، هو أول رئيس لجمعيّة الاتحاد والتعاون الشركسية في إسطنبول ويعتبر مِن اعلام الشراكسة في تركيا وفي العالم. وُلد في مدينة كوبان في شمال القفقاس عام 1840م، وهاجر إلى تركيا عام 1846م نتيجة اشتداد الحروب التي شنّتها جيوش روسيا القيصرية على الشعب الشركسي في منطقة الكوبان وسواحل البحر الأسود. وتولى عدة أعمال إدارية في الدولة العثمانية.
كان في طليعة الزعماء الشراكسة الذين أسّسوا جمعية الأتحاد والتعاون الشركسية الشهيرة في إسطنبول عام 1908م إثر إعلان الدستور العثماني. وهي أول وأقدم جمعية شركسية في المهجر، وقد صدرت عنها صحيفة «غوازة» الشركسية عام1911م، وهي أيضا من أقدم الصحف الشركسية وقد استمرّت الجمعية بالعمل والجريدة بالصدور حتى عام 1923م، كما تمّ إنشاء فرع نسائي للجمعية باسم جمعية التعاون الشركسية للسيدات وقامت هذه الجمعية الرديفة بتأسيس مدرسة نموذجية شركسية في إستانبول وإصدار مجلة (ديانا – أُمّنا) بالشركسية. واستمرّت جمعية الأتحاد والتعاون الشركسية وفرعها النسائي والمدرسة بنشاطاتها والجريدة والمجلة بصدورها حتى صدر أمر حكومي تركي بحظر جميع هذه النشاطات وبإغلاق الجمعيتين والمدرسة، ومصادرة كل ما يخصّها من كتب ووثائق ومواد وأدوات في 10 كانون أول من عام 1923م.
انتُخب أحمد جاويد باشا رئيسا لجمعية الأتحادو التعاون الشركسية منذ تأسيسها في عام 1908م وظل رئيسا لها حتى وفاته عام 1917م. اهتمّ جاويد باشا كثيرا بقضية التهجير القسري المأساوي للشراكسة وتداعياتها ونتائجها ومعالجة هذه التداعيات والنتائج بشتّى السبل والوسائل الممكنة. واهتمّ بموضوع اللغة الشركسية فعمل على استنباط الفباء شركسية سُمّيت "أبجدية جاويد" وهي تعتمد على موافقة الكتابة للحرف مع نطقه دون حروف زائدة. كماألّف «قاموس باللغة الشركسية» بالتعاون مع الكاتب الشركسي السوري محمد علي بشحالوق، وأصدر كتاب «دليل اللغة الشركسية» في الفترة ما بين 1909 – 1911م. وأصدر كتابا في علم الصرف العربي، ونشر عدة كتب باللغة الشركسية والتركية والعديد من المقالات في مختلف الصحف والمجلات التركية عن تاريخ الشراكسة وتراثهم وآدابهم.